# شركة الحفر الإيرانية الوطنية
شركة الحفر الإيرانية الوطنية (NIDC) هي شركة إيرانية. تأسَّست الشركة في عام 1979 ومقرها في طهران. وهي تعمل كشركة تابعة لالشركة الوطنية الإيرانية للنفط. تعمل على استكشاف وتطوير وحفر آبار النفط والغاز. تمتلك وتدير حفارات ومعدات الحفر لتوفير خدمات الحفر.
تشمل خدمات الشركة تسجيل الآبار، والاسمنت والحمض، واختبار جذع الحفر، واختبار الآبار، والتدريب والتطوير، والخدمات العامة. كما تقدم خدمات الهندسة والبرمجة والتنظيف الصناعي للمراجل البخارية وضواغط الشفط وأنظمة زيوت التشحيم والسترات المائية، المبردات، والمبادلات الحرارية، وكذلك خدمات التنظيف الصناعي لمصافي النفط والغاز. و هي المسؤولة عن جميع أنشطة الحفر البحرية والبرية. توفر أكثر من 90٪ من خدمات الحفر التي تحتاجها شركات النفط داخل البلاد. في عام 2011، حفرت وأتممت 192 بئراً للنفط والغاز، وحفرت 454 ألف متر من الآبار، وقدم أكثر من 8 آلاف خبير أو خدمات فنية للعملاء.

## روابط خارجية
- شركة الحفر الإيرانية الوطنية[وصلة مكسورة] (الموقع الرسمي)

أشرطة فيديو
- صناعة حفر النفط الإيرانية PressTV (2010)